# طواف فاتينفول 2013
طواف فاتينفول 2013 (بالإنجليزية: 2013 Vattenfall Cyclassics)‏ هو سباق دراجات هوائية أقيم بتاريخ 25 أغسطس 2013، تكون السباق من 1 مراحل وامتدّ لمسافة 246 كم، استغرق السباق 5 ساعة 45 دقيقة 16 ثانية. فاز به الألماني جون ديجينكولب.

## الترتيب
| م                     | الدرّاج        | البلد   | الزمن                    |
| --------------------- | ------------- | ------- | ------------------------ |
| الفائز بالترتيب العام | جون ديجينكولب | ألمانيا | 5 ساعة 45 دقيقة 16 ثانية |